# 기타촌 (도쿄도)
기타촌(北村)은 도쿄도 오가사와라 지청에 설치되었던 촌이다.

### 연혁
- 1940년 : 보통 정촌제가 시행되었다.
- 1943년 : 도쿄도로 승격되었다.
- 1946년 : 미군의 통치하에 들어갔다.
- 1952년 : 샌프란시스코 강화 조약에 따라 5촌은 일본 정부의 행정 관할에서 분리되어 미국의 신탁 통치령이 되었다.
- 1968년 6월 26일 : 미국에서 일본으로 반환됨과 동시에 오가사와라 지청의 전 촌이 합쳐져 오가사와라촌이 되었다.

## 인구
| 1937년 | 617 |

## 참고문헌
- 角川日本地名大辞典編纂委員会『가도카와 일본 지명 대사전 13 東京都』、가도카와 쇼텐、1978年、ISBN 4-04-001130-9
- 日本加除出版株式会社編集部『全国市町村名変遷総覧』、日本加除出版、2006年、ISBN 4-8178-1318-0